# Цвинтар Беллу
Меморіальний цвинтар Шербан-Воде (більш відоме, як Беллу) — один з найбільших і найвідоміших цвинтарів в Бухаресті (Румунія).
Створений в 1858 на ділянці землі, переданої місту в 1853 бароном Барбу Беллу. Займає 28 га на перетині столичних вулиць Giurgiului, Olteniţei, Viilor і Calea Şerban Vodă.
Місце поховання багатьох відомих діячів історії і культури Румунії та Молдови.

## Відомі люди, поховані на цвинтарі Беллу
- Елена Алістар — суспільно-політичний діяч;
- Теодор Аман — художник;
- Джордже Баковія — поет-символіст;
- Траян Вуя — румунський авіатор;
- Йон Барбу — математик і поет;
- Раду Васіле — прим'єр-міністр Румунії;
- Ольга Гречану — письменниця, живописець;
- Йон Інкулец — бессарабський і румунський політик;
- Петре Іспіреску — письменник;
- Панаїт Істраті — письменник;
- Ніколае Йорга — історик, академік Румунської академії в 1931–1932, прим'єр міністр Румунії;
- Йоргу Йордан — філолог і лінгвіст, політик;
- Маріус Бунеску — художник;
- Йон Лука Караджале — письменник, драматург;
- Анрі Коанда — вчений в області аеродинаміки;
- Джордже Кошбук — поет;
- Ніколае Лабіш — поет;
- Штефан Лук'ян — художник-імпресіоніст;
- Александру Мачедонскі — поет і письменник;
- Йон Мінулеску — поет і письменник;
- Теодор Палладі — художник;
- Амза Пелля — актор;
- Джике Петреску — співак і композитор;
- Камил Петреску — прозіїк;
- Чезар Петреску — писименник;
- Флоріан Пітіш — актор;
- Адріан Пеунеску — поет і публіцист;
- Лівіу Ребряну — письменник;
- Дем Редулеску — актор;
- Ніколае Редеску — останній прим'єр-міністр Румунії докомуністичного періоду;
- Міхаїл Садовяну — письменник;
- Дан Спетару — співак;
- Никита Стенеску — поет;
- Йонел Теодоряну — письменник;
- Марія Тенасе — співачка;
- Міхаела Урсуляса — піаністка;
- Багдан Хашдеу — прозаїк, поет, філолог, публіцист;
- Юлія Хашдеу — поетеса;
- Еміль Хоссу — актор театру і кіно;
- Міхай Емінеску — поет, класик румунської літератури.